# Dolomitas de Sesto, de Braies e de Ampezzo
Os Dolomitas de Sesto, de Braies e de Ampezzo  (em italiano:  Dolomiti di Sesto, di Braies e d'Ampezzo, e também conhecidas como Dolomiti Nord-orientali) são um maciço montanhoso que se encontra na região de Trentino-Alto Ádige de província de Trento, e na região de Véneto da província de Verona na  Itália. O ponto mais alto é o Antelao com 3.264 m.

## Localização
Os Dolomitas de Sesto, de Braies e de Ampezzo constituem a parte Nordeste da cordilheira das Dolomites e o nome provém do vale de Sesto, da comuna de Braies e da montanha Croda Rossa d'Ampezzo.
Estão rodeadas a Norte com os Alpes de Pusteria dos Alpes do Tauern ocidentais, a Leste pelos Alpes Cárnicos e a Sudoeste pelos Pré-Alpes Cárnicos ambos pertencentes aos Alpes Cárnicos e de Gail, a Sul os
Dolomitas de Zoldo, e a Oeste os Dolomitas de Gardena e de Fassa.

## SOIUSA
A Subdivisão Orográfica Internacional Unificada do Sistema Alpino (SOIUSA) dividiu os Alpes em duas grandes Partes: Alpes Ocidentais e Alpes Orientais, separados pela linha formada pelo  Rio Reno - Passo de Spluga - Lago de Como - Lago de Lecco.
A secção das Cordilheira das Dolomitas é formada pelos Dolomitas de Sesto, de Braies e de Ampezzo, Dolomitas de Zoldo, Dolomitas de Gardena e de Fassa, Dolomitas de Feltre e de Pale de São Martinho, e Dolomitas de Fiemme.

### Classificação  SOIUSA
Segundo a SOIUSA este acidente geográfico é uma Sub-secção alpina com as seguintes características:
- Parte = Alpes Orientais
- Grande sector alpino = Alpes Orientais-Sul
- Secção alpina = Cordilheira das Dolomitas
- Sub-secção alpina =  Dolomitas de Sesto, de Braies e de Ampezzo
- Código = II/C-31.I

## Imagens

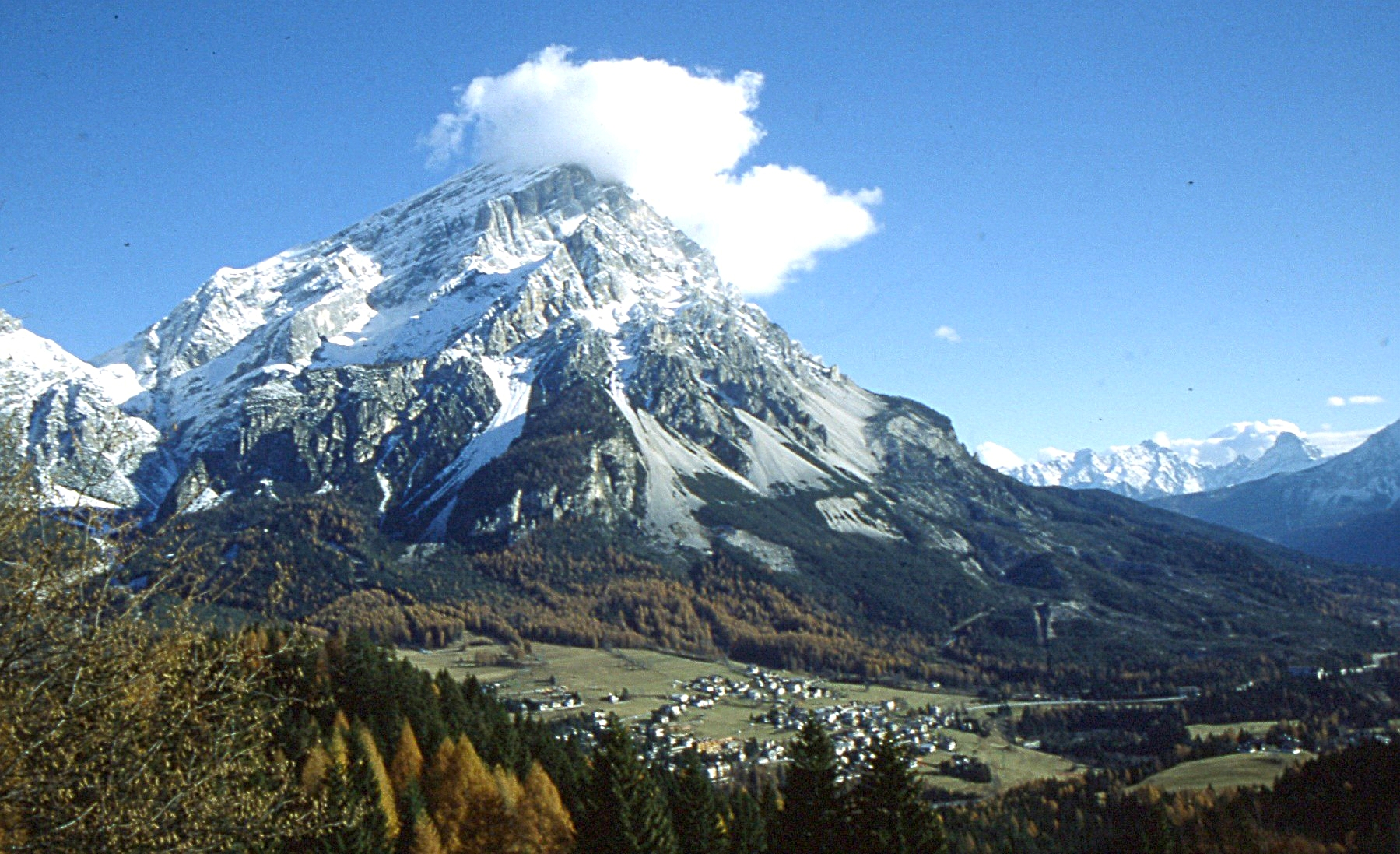
O Antelao